# Gennaro Cosmo Parlato
Gennaro Cosmo Parlato, all'anagrafe Gennaro Cosimo Parlato (Napoli, 26 luglio 1972), è un cantante, paroliere e tenore italiano.
Canta con voce nel registro di tenore e il suo repertorio varia dal pop italiano e internazionale anni Ottanta, rivisitato in chiave personale, al rifacimento di canzoni classiche napoletane, al cosiddetto pop operistico.

## Biografia
Figlio di una cantante jazz, vive da sempre a stretto contatto con la musica. Inizia a studiare canto e solfeggio per poi interessarsi alla recitazione studiando arte drammatica a Firenze. Dopo varie esperienze teatrali e stage all'estero, dal 2000 diventa autore dei testi per molte cantanti italiane come Donatella Rettore, Viola Valentino e Fiordaliso.
Grazie a Platinette nel 2004 scrive una canzone per Mina. Il brano si intitola Fragile e viene inserito nell'album Bula bula del 2005.
Sempre nel 2004 realizza una serie di cover di brani italiani anni ottanta, completamente reinventate nell'arrangiamento, ispirandosi al gusto retro dei tanghi argentini, sirtaki e balli caraibici. Questo suo lavoro viene testato in uno show-case tenutosi a Forte dei Marmi, ottenendo un buon successo di pubblico. Dopo di che il suo produttore Giorgio Bozzo allestisce uno spettacolo teatrale dal titolo Che cosa c'è di strano? che successivamente diventerà il titolo di un disco.
Nel 2005 pubblica Che cosa c'è di strano? dove reinterpreta brani delle primedonne della musica italiana anni ottanta come le citate Rettore, Valentino, Fiordaliso, oltre ad Anna Oxa, Gianna Nannini, Loredana Bertè, Alice e altre. Primo singolo estratto una versione caraibica di Maledetta primavera di Loretta Goggi.
Nell'estate del 2005 intraprende un'intensa attività live che si conclude con l'esibizione al Friendly Versilia Mardi Gras, ripetuta poi nell'edizione 2006 al teatro all'aperto del Festival Puccini.
Diventa ospite fisso del programma Markette condotto da Piero Chiambretti, dove ha modo di presentare il suo repertorio e di farsi conoscere dal grande pubblico. Nel 2006 conosce Caparezza e nasce una collaborazione per il brano La mia parte intollerante, contenuto nell'album Habemus Capa. Partecipa anche alle riprese del relativo videoclip e tour promozionale.
Alla fine del 2006 pubblica Remainders, album di 25 cover di brani internazionali anni '80. Primo singolo estratto Victims brano portato al successo dai Culture Club di Boy George. Questo secondo lavoro comprende la rivisitazione di molti successi degli anni ottanta di artisti come Cyndi Lauper, Tina Turner, Madonna, Simple Minds, Michael Jackson, Eurythmics, Dead or Alive, Queen e molti altri.
Dopo tre anni di assenza dal mercato discografico, il 24 aprile 2009 pubblica il suo terzo album Soubrette, un album che contiene per la prima volta brani inediti di contenuto autobiografico. I brani spaziano fra i ritmi arabeggianti di Agguato a Marrakech (con la partecipazione di Enrico Ruggeri) e quelli progressive di Savoir faire, fra la dance acida del primo singolo Lezioni d'amore e quella più tradizionale di Sabrina, Napoli (dedicata alla sua città natale) e del brano omonimo Soubrette (scritto assieme a Alessandro Orlando Graziano), fra i ritmi lenti della ballad Perché tutto muore e quelli bossanova di Via Toledo (celebre strada del centro storico di Napoli), fino all'arrangiamento orchestrale di Albatros (brano dedicato a Giuni Russo).
Nel 2010 prende parte al film di John Turturro Passione, in cui canta, rivisitandola a suo modo, la canzone Maruzzella e partecipa alla tournée di "Passione Tour" (spettacolo tratto dal film che dà vita anche ad un CD live Passione Tour Live in Naples, uscito a fine 2012).
Nel 2011 Cosmo Parlato pubblica un intero CD, Terra mia, contenente un inedito Magnificat, suo il testo su musica di Alessandro Orlando Graziano, canzoni napoletane e duetti con Francesco Bianconi, Giusy Ferreri e Angela Luce. Nel 2012 Magnificat viene cantata da Il Volo, assieme ad Arianna Bergamaschi, nel loro Il Volo Takes Flight Tour in America Latina.
Nel 2014 pubblica il singolo Rapimento alieno.

## Discografia

### Album
- 2005 - Che cosa c'è di strano?
- 2006 - Remainders
- 2009 - Soubrette
- 2011 - Terra mia

### Singoli
- 2014 - Rapimento alieno